# Торре-Пелліче
Торре-Пелліче (італ. Torre Pellice, п'єм. La Tor dël Pélis) — муніципалітет в Італії, у регіоні П'ємонт,  метрополійне місто Турин.
Торре-Пелліче розташоване на відстані близько 540 км на північний захід від Рима, 50 км на південний захід від Турина.
Населення — 4614 осіб (2014).
Щорічний фестиваль відбувається 11 листопада. Покровитель — святий Мартин.

## Демографія
Населення за роками:

Станом на 1 січня 2023 року в муніципалітеті офіційно проживали 422 іноземці з 53 країн, серед них 111 громадян країн Євросоюзу та 11 громадян України.

## Уродженці
- Коррадо Там'єтті (*1914 — ?) — відомий у минулому італійський футболіст, захисник, захисник.

## Сусідні муніципалітети
- Ангронья
- Лузерна-Сан-Джованні
- Рора
- Віллар-Пелліче